# Миура, Ясутоси
Ясутоси Миура (яп. 三浦 泰年 Миура Ясутоси, род. 15 июля 1965, Сидзуока) — японский футболист и тренер. Старший брат футболиста Кадзуёси Миура.

## Клубная карьера
На протяжении своей футбольной карьеры выступал за клубы «Верди Кавасаки», «Симидзу С-Палс», «Ависпа Фукуока», «Виссел Кобе». После окончания средней школы (Shizuoka Gakuen School), Миура играл в Бразилии за «Сантос». В 1986 году он присоединился к «Ёмиури» (позже — «Верди Кавасаки»). После этого клуб 3 раза выигрывал чемпионат Японии по футболу, один раз Кубок лиги и дважды — Кубок Императора. Помимо этого «Ёмиури» стал обладателем Азиатского Кубка чемпионов 1987 года. В 1992 году Миура перешел в новый клуб «Симидзу С-Палс», основанный в его родном Сидзуоке. В 1996 году он вернулся в «Верди Кавасаки» и выиграл с ним еще один Кубок Императора. Однако у него уже не было гарантированного места в основном составе и он не так часто выходил на поле. Из-за этого Миура снова решил сменить клуб и перешел в «Ависпа Фукуока» в 1999 году, где стал основным игроком команды. Через два года они вылетели в дивизион J2, а Миура перешел в «Виссел Кобе» в 2002 году. Еще через год он завершил игровую карьеру в возрасте 38 лет.

## Карьера в сборной
В 1993 году сыграл за национальную сборную Японии 3 матча. Миура был вызван в сборную на замену травмированному Сатоси Цунуами на матч 4 октября против Кот-д’Ивуара. После этого он провел еще два отборочных матча к чемпионату мира 1994 года.

## Тренерская карьера
После окончания игровой карьеры Миура стал тренером «Джираванц Китакюсю», выступавшем в Лиге J2, в 2011 году и управлял клубом в течение 2 сезонов. В 2013 году он возглавил «Токио Верди», но был уволен уже в следующем сентябре, когда команда была на грани вылета из Лиги J2. В 2015 году Миура подписал контракт с клубом из Таиланда «Чиангмай», но также не задержался там надолго. В 2015 он стал тренером «Каталле Тояма», а в 2017 перешёл в клуб Третьего дивизиона Джей-лиги «Кагосима Юнайтед». В 2018 году смог вывести команду во Второй дивизион Джей-лиги впервые в истории клуба, тем не менее, по завершении сезона подал в отставку. 15 июля 2021 года был назначен главным тренером клуба Японской футбольной лиги «Сузука Пойнт Геттерс».

## Достижения

### Командные
«Ёмиури/Верди Кавасаки»
- Обладатель Азиатского Кубка чемпионов: 1987
- Победитель Первого дивизиона японской футбольной лиги: 1986/87, 1990/91, 1991/92
- Обладатель Кубка Императора: 1986, 1987, 1996
- Обладатель Кубка японской футбольной лиги: 1985, 1991

### Индивидуальные
- Включён в символическую сборную японской футбольной лиги: 1990/91

## Статистика

### В клубе
| Выступления за клуб | Выступления за клуб | Выступления за клуб | Лига  | Лига | Кубок            | Кубок            | Кубок лиги                | Кубок лиги                | Итого | Итого |
| Сезон               | Клуб                | Лига                | Матчи | Голы | Матчи            | Голы             | Матчи                     | Голы                      | Матчи | Голы  |
| Япония              | Япония              | Япония              | Лига  | Лига | Кубок Императора | Кубок Императора | Кубок JSL/Кубок Джей-лиги | Кубок JSL/Кубок Джей-лиги | Итого | Итого |
| ------------------- | ------------------- | ------------------- | ----- | ---- | ---------------- | ---------------- | ------------------------- | ------------------------- | ----- | ----- |
| 1986/87             | Ёмиури              | JSL.D1              | 6     | 1    | 1                | 0                | 4                         | 0                         | 11    | 1     |
| 1987/88             | Ёмиури              | JSL.D1              | 13    | 1    | 1                | 0                | 4                         | 0                         | 18    | 1     |
| 1988/89             | Ёмиури              | JSL.D1              | 15    | 2    | 3                | 0                | 3                         | 0                         | 21    | 2     |
| 1989/90             | Ёмиури              | JSL.D1              | 19    | 0    | 3                | 0                | 4                         | 0                         | 26    | 0     |
| 1990/91             | Ёмиури              | JSL.D1              | 22    | 1    | 2                | 0                | 2                         | 0                         | 26    | 1     |
| 1991/92             | Ёмиури              | JSL.D1              | 7     | 0    | 5                | 0                | 5                         | 0                         | 17    | 0     |
| 1992                | Симидзу С-Палс      | J1                  | -     | -    | 2                | 1                | 11                        | 0                         | 13    | 1     |
| 1993                | Симидзу С-Палс      | J1                  | 19    | 1    | 4                | 0                | 4                         | 0                         | 27    | 1     |
| 1994                | Симидзу С-Палс      | J1                  | 37    | 2    | 1                | 0                | 1                         | 0                         | 39    | 2     |
| 1995                | Симидзу С-Палс      | J1                  | 48    | 2    | 1                | 0                | -                         | -                         | 49    | 2     |
| 1996                | Верди Кавасаки      | J1                  | 19    | 1    | 5                | 2                | 15                        | 0                         | 39    | 3     |
| 1997                | Верди Кавасаки      | J1                  | 21    | 0    | 1                | 0                | 5                         | 0                         | 27    | 0     |
| 1998                | Верди Кавасаки      | J1                  | 16    | 0    | 2                | 0                | 2                         | 1                         | 20    | 1     |
| 1999                | Ависпа Фукуока      | J1                  | 23    | 4    | 2                | 1                | 3                         | 0                         | 28    | 5     |
| 2000                | Ависпа Фукуока      | J1                  | 25    | 1    | 2                | 1                | 1                         | 0                         | 28    | 2     |
| 2001                | Ависпа Фукуока      | J1                  | 26    | 0    | 1                | 0                | 4                         | 0                         | 31    | 0     |
| 2002                | Виссел Кобе         | J1                  | 7     | 0    | 1                | 0                | 1                         | 0                         | 9     | 0     |
| 2003                | Виссел Кобе         | J1                  | 17    | 0    | 0                | 0                | 5                         | 0                         | 22    | 0     |
| Итого               | Итого               | Итого               | 340   | 16   | 43               | 5                | 68                        | 1                         | 451   | 22    |

### В сборной
| Сборная Японии | Сборная Японии | Сборная Японии |
| Год            | Матчи          | Голы           |
| -------------- | -------------- | -------------- |
| 1993           | 3              | 0              |
| Итого          | 3              | 0              |

## Тренерская статистика
| Команда            | С     | До    | Статистика | Статистика | Статистика | Статистика | Статистика |
| Команда            | С     | До    | И          | В          | П          | Н          | Побед %    |
| ------------------ | ----- | ----- | ---------- | ---------- | ---------- | ---------- | ---------- |
| Джираванц Китакюсю | 2011  | 2012  | 80         | 35         | 17         | 28         | 43.75      |
| Токио Верди        | 2013  | 2014  | 73         | 20         | 23         | 30         | 27.4       |
| Каталле Тояма      | 2016  | 2016  | 30         | 13         | 10         | 7          | 43.33      |
| Кагосима Юнайтед   | 2017  | 2018  | 64         | 33         | 13         | 18         | 51.56      |
| Всего              | Всего | Всего | 247        | 101        | 63         | 83         | 40.89      |